# Hendrik Pickery

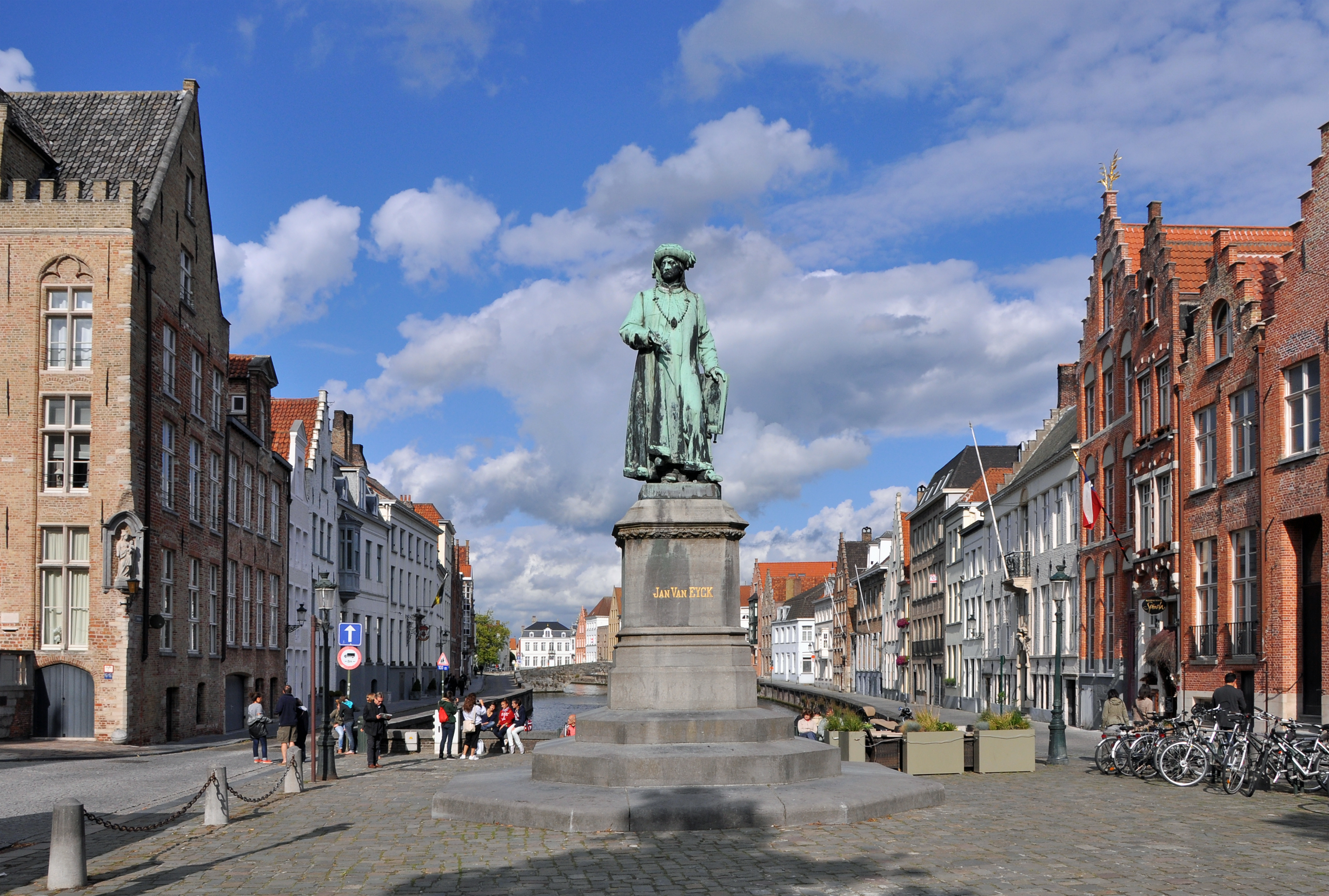
Standbeeld Jan van Eyck op het Jan van Eyckplein in Brugge.

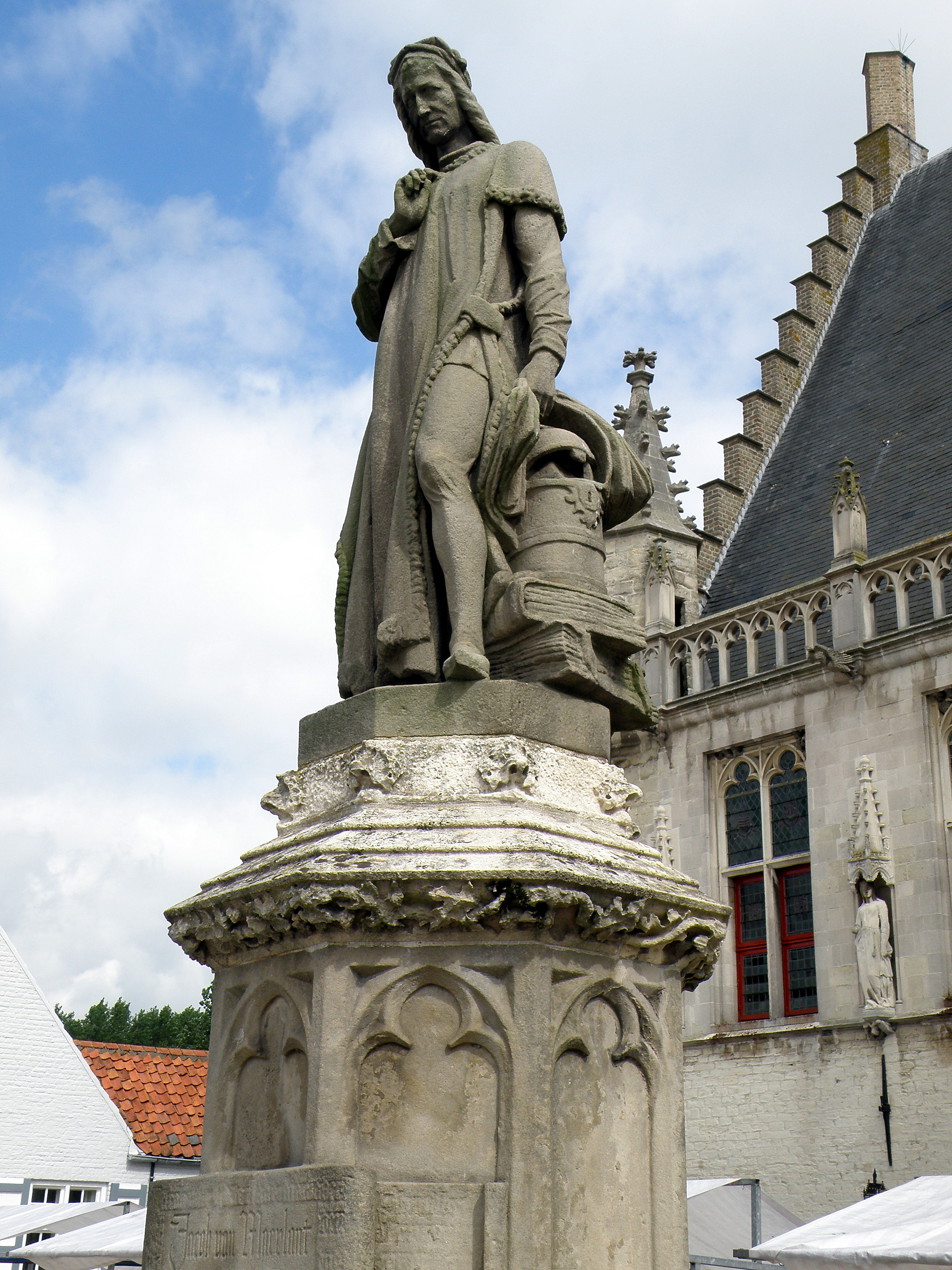
Standbeeld Jacob van Maerlant voor het stadhuis van Damme.

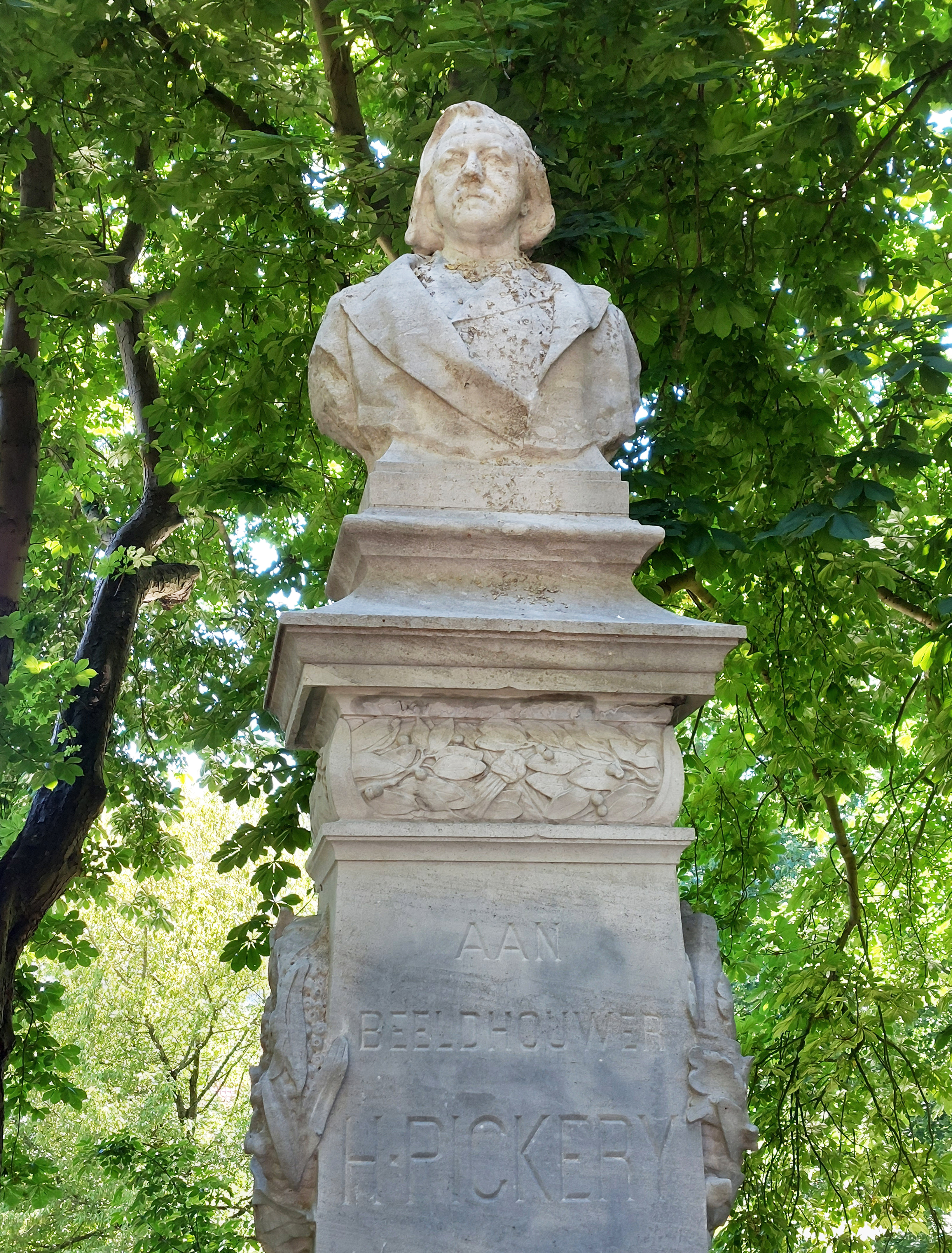
Gedenkteken voor Hendrik Pickery op de Begijnenvest in Brugge. Het borstbeeld is gebeeldhouwd door zoon Gustaaf Pickery.

Hendrik (geboren Henricus Eugenius) Pickery (Brugge, 17 september 1828 – Brugge, 27 juli 1894) was een Belgische beeldhouwer en leraar aan de Vrije Academie voor Schone Kunsten te Brugge.
Hij was de zoon van bakker Albert Pickery en Barbara Dubois. De bakkerij, eerst gevestigd aan de Langerei, later aan de Eiermarkt, was vooral vermaard voor het bakken van Nœuds de Bruges of Brugse achten.

## Beeldhouwer
Hendrik Pickery liet de bakkersstiel voor wat hij was en ging studeren aan de kunstacademie om er later zelf les te gaan geven. Hij was niet alleen beeldhouwer maar aanvankelijk ook schilder. Toen in 1846 het Simon Stevinplein werd ingehuldigd, was het standbeeld nog niet klaar. Daarom vroeg de beeldhouwer Eugène Simonis (1810-1882) zijn leerling Hendrik Pickery in allerijl een gipsen exemplaar te maken. Het werd zijn eerste opdracht, waarop meteen de erkenning volgde. Het standbeeld van Jacob van Maerlant in Damme is ook van zijn hand en werd ingehuldigd in 1860, gevolgd door het standbeeld van Hans Memling (1871) en dat van Jan van Eyck (1878).
Verder werk in Brugge behelsde:
- tien bronzen beelden boven op de gevel van de Oude Civiele Griffie op de Burg,
- calvarie, achter de Sint-Annakerk,
- twee leeuwen op de ingangstrap van het Provinciaal Hof,
- vorstenbeelden in het Provinciaal Hof,
- marmeren borstbeeld van barones Liedts, Gruuthusemuseum.

Andere noemenswaardige beeldhouwwerken zijn te vermelden:
- portretbustes van zijn vader en moeder,
- portretbuste van Peter Benoît,
- portretbuste van Wenzel Coebergher,
- portretbuste van Frans Pourbus de Jongere,
- Sater en kind (1862),
- Prometheus (1862),
- De vergiftigde slaaf (1869),
- De schipbreuk (1880),
- De gebroken stoel (1892).

Pickery maakte ook heel wat funeraire monumenten, onder meer:
- het grafmonument voor de familie Pickery op het Brugs kerkhof,
- het grafmonument voor de dichter Pieter Jan Renier in Deerlijk,
- het grafmonument voor Jacob van Maerlant in Damme,
- het grafmonument voor Marie Pleyel in Laken.

Werk in Frankrijk
- Doopvont (1864) en ander meubilair in de kerk van Châtenay (Isère)
- Koorgestoelte (1865) in de hoofdkerk van Bourgoin-Jallieu (Isère)

Ontwerpen die niet werden uitgevoerd zijn:
- monument Breydel en de Coninck nr. 1 (tweede prijs),
- monument Breydel en de Coninck nr. 2 (derde prijs),
- monument Hugo de Groot in Den Haag (tweede prijs),
- monument Hendrik Leys in Antwerpen.

Hij was gehuwd met de bakkersdochter Mathilde Vanneste (Brugge 7 november 1839 - Brugge 22 februari 1898), met wie hij zes kinderen had, onder wie Gustaaf (1862-1921), die later ook beeldhouwer werd.